# Kunin (Nowy Skoszyn)
Kunin – przysiółek wsi Nowy Skoszyn w Polsce, położony w województwie świętokrzyskim, w powiecie ostrowieckim, w gminie Waśniów.
W latach 1975–1998 przysiółek administracyjnie należał do województwa kieleckiego.